# Waldemar Verner
Waldemar Verner (Chemnitz, 1914. augusztus 27. – Berlin, 1982. február 15.) német politikus, Paul Verner testvére, az NDK haditengerészetének vezetője 1957 és 1959 között.
1930-ban lett a KPD kommunista párt tagja, a náci hatalomátvétel után a Szovjetunióba menekült. 1945 végén tért vissza az NDK-ba, ahol később a SED tagja lett.